# Nottingham Open 2007 - Qualificazioni singolare
Le qualificazioni del singolare  del Nottingham Open 2007 sono state un torneo di tennis preliminare per accedere alla fase finale della manifestazione. I vincitori dell'ultimo turno sono entrati di diritto nel tabellone principale. In caso di ritiro di uno o più giocatori aventi diritto a questi sono subentrati i lucky loser, ossia i giocatori che hanno perso nell'ultimo turno ma che avevano una classifica più alta rispetto agli altri partecipanti che avevano comunque perso nel turno finale.
Le qualificazioni del torneo Nottingham Open  2007 prevedevano 32 partecipanti di cui 4 sono entrati nel tabellone principale.

## Teste di serie
1. Chris Guccione (ultimo turno)
2. Justin Gimelstob (Qualificato)
3. André Sá (ultimo turno)
4. Josh Goodall (Qualificato)

1. Jamie Baker (Qualificato)
2. Brendan Evans (secondo turno)
3. Jonathan Marray (ultimo turno)
4. Jan Vacek (Qualificato)

## Qualificati
1. Jamie Baker
2. Justin Gimelstob

1. Jan Vacek
2. Josh Goodall

## Tabellone

### Legenda
| - Q = Qualificato - WC = Wild card - LL = Lucky loser | - ALT = Alternate - SE = Special Exempt - PR = Protected Ranking | - w/o = Walkover - r = Ritirato - d = Squalificato |

### Sezione 1
|  | Primo turno      | Primo turno      | Primo turno    | Primo turno | Primo turno |  |  | Secondo turno | Secondo turno    | Secondo turno    | Secondo turno | Secondo turno |   |   | Ultimo turno | Ultimo turno   | Ultimo turno | Ultimo turno | Ultimo turno |  |
|  |                  |                  |                |             |             |  |  |               |                  |                  |               |               |   |   |              |                |              |              |              |  |
|  | 1                | Chris Guccione   | Chris Guccione | 6           | 6           |  |  |               |                  |                  |               |               |   |   |              |                |              |              |              |  |
|  |                  | Thomas Knights   | Thomas Knights | 1           | 2           |  |  | 1             | Chris Guccione   | Chris Guccione   | 6             | 6             |   |   |              |                |              |              |              |  |
|  | Sean Thornley    | Sean Thornley    | Sean Thornley  | 6           | 6           |  |  |               | Sean Thornley    | Sean Thornley    | 1             | 2             |   |   |              |                |              |              |              |  |
|  | Ben Dunbar       | Ben Dunbar       | Ben Dunbar     | 3           | 4           |  |  |               |                  |                  |               |               |   |   | 1            | Chris Guccione | 6            | 1            | 4            |  |
|  | Daniel Smethurst | Daniel Smethurst | 7              | 1           | 6           |  |  |               |                  | 5                | Jamie Baker   | 3             | 6 | 6 |              |                |              |              |              |  |
|  | Thomas Williams  | Thomas Williams  | 63             | 6           | 1           |  |  |               | Daniel Smethurst | Daniel Smethurst | 3             | 4             |   |   |              |                |              |              |              |  |
|  | 5                | Jamie Baker      | Jamie Baker    | 6           | 6           |  |  | 5             | Jamie Baker      | Jamie Baker      | 6             | 6             |   |   |              |                |              |              |              |  |
|  |                  | Graeme Dyce      | Graeme Dyce    | 2           | 4           |  |  |               |                  |                  |               |               |   |   |              |                |              |              |              |  |

### Sezione 2
|  | Primo turno     | Primo turno       | Primo turno     | Primo turno | Primo turno |  |  | Secondo turno | Secondo turno    | Secondo turno    | Secondo turno | Secondo turno |   |   | Ultimo turno | Ultimo turno     | Ultimo turno | Ultimo turno | Ultimo turno |  |
|  |                 |                   |                 |             |             |  |  |               |                  |                  |               |               |   |   |              |                  |              |              |              |  |
|  | 2               | Justin Gimelstob  | 3               | 6           | 6           |  |  |               |                  |                  |               |               |   |   |              |                  |              |              |              |  |
|  |                 | Alexander Reichel | 6               | 3           | 4           |  |  | 2             | Justin Gimelstob | Justin Gimelstob | 6             | 6             |   |   |              |                  |              |              |              |  |
|  | Ian Flanagan    | Ian Flanagan      | Ian Flanagan    | 6           | 6           |  |  |               | Ian Flanagan     | Ian Flanagan     | 4             | 3             |   |   |              |                  |              |              |              |  |
|  | George Coupland | George Coupland   | George Coupland | 1           | 3           |  |  |               |                  |                  |               |               |   |   | 2            | Justin Gimelstob | 6            | 63           | 6            |  |
|  | Ken Skupski     | Ken Skupski       | Ken Skupski     | 6           | 6           |  |  |               |                  |                  | Ken Skupski   | 4             | 7 | 3 |              |                  |              |              |              |  |
|  | Dan Cottier     | Dan Cottier       | Dan Cottier     | 2           | 4           |  |  |               | Ken Skupski      | 6                | 64            | 7             |   |   |              |                  |              |              |              |  |
|  | 6               | Brendan Evans     | Brendan Evans   | 6           | 6           |  |  | 6             | Brendan Evans    | 4                | 7             | 65            |   |   |              |                  |              |              |              |  |
|  |                 | James Prescott    | James Prescott  | 0           | 0           |  |  |               |                  |                  |               |               |   |   |              |                  |              |              |              |  |

### Sezione 3
|  | Primo turno      | Primo turno      | Primo turno      | Primo turno | Primo turno |  |  | Secondo turno | Secondo turno    | Secondo turno    | Secondo turno | Secondo turno |   |   | Ultimo turno | Ultimo turno | Ultimo turno | Ultimo turno | Ultimo turno |  |
|  |                  |                  |                  |             |             |  |  |               |                  |                  |               |               |   |   |              |              |              |              |              |  |
|  | 3                | André Sá         | André Sá         | 7           | 6           |  |  |               |                  |                  |               |               |   |   |              |              |              |              |              |  |
|  |                  | Marcelo Melo     | Marcelo Melo     | 62          | 3           |  |  | 3             | André Sá         | André Sá         | 6             | 6             |   |   |              |              |              |              |              |  |
|  | Phillip Simmonds | Phillip Simmonds | Phillip Simmonds | 6           | 6           |  |  |               | Phillip Simmonds | Phillip Simmonds | 1             | 1             |   |   |              |              |              |              |              |  |
|  | Todd Perry       | Todd Perry       | Todd Perry       | 3           | 4           |  |  |               |                  |                  |               |               |   |   | 3            | André Sá     | André Sá     | 2            | 3            |  |
|  | Frederik Nielsen | Frederik Nielsen | Frederik Nielsen | 6           | 6           |  |  |               |                  | 8                | Jan Vacek     | Jan Vacek     | 6 | 6 |              |              |              |              |              |  |
|  | Lewis Barnes     | Lewis Barnes     | Lewis Barnes     | 1           | 1           |  |  |               | Frederik Nielsen | Frederik Nielsen | 4             | 2             |   |   |              |              |              |              |              |  |
|  | 8                | Jan Vacek        | Jan Vacek        | 6           | 6           |  |  | 8             | Jan Vacek        | Jan Vacek        | 6             | 6             |   |   |              |              |              |              |              |  |
|  |                  | Robert Chambers  | Robert Chambers  | 1           | 1           |  |  |               |                  |                  |               |               |   |   |              |              |              |              |              |  |

### Sezione 4
|  | Primo turno      | Primo turno          | Primo turno          | Primo turno | Primo turno |  |  | Secondo turno | Secondo turno   | Secondo turno   | Secondo turno   | Secondo turno   |   |   | Ultimo turno | Ultimo turno | Ultimo turno | Ultimo turno | Ultimo turno |  |
|  |                  |                      |                      |             |             |  |  |               |                 |                 |                 |                 |   |   |              |              |              |              |              |  |
|  | 4                | Josh Goodall         | Josh Goodall         | 7           | 7           |  |  |               |                 |                 |                 |                 |   |   |              |              |              |              |              |  |
|  |                  | Edward Corrie        | Edward Corrie        | 5           | 62          |  |  | 4             | Josh Goodall    | Josh Goodall    | 6               | 6               |   |   |              |              |              |              |              |  |
|  | Daniel Cox       | Daniel Cox           | 7                    | 4           | 6           |  |  |               | Daniel Cox      | Daniel Cox      | 3               | 0               |   |   |              |              |              |              |              |  |
|  | Boris Obama      | Boris Obama          | 64                   | 6           | 3           |  |  |               |                 |                 |                 |                 |   |   | 4            | Josh Goodall | Josh Goodall | 6            | 7            |  |
|  | Daniel Evans     | Daniel Evans         | Daniel Evans         | 6           | 6           |  |  |               |                 | 7               | Jonathan Marray | Jonathan Marray | 2 | 5 |              |              |              |              |              |  |
|  | Carlos Salamanca | Carlos Salamanca     | Carlos Salamanca     | 3           | 2           |  |  |               | Daniel Evans    | Daniel Evans    | 2               | 2               |   |   |              |              |              |              |              |  |
|  | 7                | Jonathan Marray      | Jonathan Marray      | 6           | 6           |  |  | 7             | Jonathan Marray | Jonathan Marray | 6               | 6               |   |   |              |              |              |              |              |  |
|  |                  | Christopher Harfield | Christopher Harfield | 0           | 1           |  |  |               |                 |                 |                 |                 |   |   |              |              |              |              |              |  |